# Seti Gandaki
Reka Seti Gandaki, znana tudi kot reka Seti ali Seti Khola, je reka zahodnega Nepala, levi pritok reke Trišuli. To je ena najsvetejših rek Nepala, ki jo v hinduizmu častijo kot obliko Višnuja. Reka je znana tudi zato, ker je blizu nekaterih svetih krajev in je osrednja točka mnogih zgodb hindujske mitologije, kot je Mahabharata, ena najdaljših knjig o hinduizmu, ki jo je napisal Vjasa, ki se je rodil blizu sotočja rek Gandaki in Madi v bližini Damaulija, Tanahun, Nepal.  Izvira iz podnožja masiva Anapurna in teče proti jugu in jugovzhodu mimo Pokhare in Damaulija ter se pridruži reki Trišuli blizu Devghata.
Po reki Seti Gandaki sta se prvič uspešno spustila junija 1971 Daniel C. Taylor in Jennifer Ide. Odpeljala sta se na raftu, ki sta ga morala prenesti okoli tri kilometre, kjer reka Seti teče pod zemljo
.
Maja 2012 je uničujoča poplava reke ubila več kot 60 ljudi severno od Pokhare in spremenila tok reke.

## Galerija
- Muzej Gurung, Pokhara
- Pogled na reko Seti iz Tanahuna
- तनहुँ दुलेगौंडाबाट देखिने सेती
- Skalni podor, ki je začasno zaprl reko [4]